# Bucikî, Novhorod-Siverskîi
Bucikî (în ucraineană Бучки) este localitatea de reședință a comunei Bucikî din raionul Novhorod-Siverskîi, regiunea Cernihiv, Ucraina.

## Demografie
Componența lingvistică a localității Bucikî
     Rusă (59,01%)
     Ucraineană (40,99%)
Conform recensământului din 2001, majoritatea populației localității Bucikî era vorbitoare de rusă (59,01%), existând în minoritate și vorbitori de ucraineană (40,99%).